# Argentinische Fußballnationalmannschaft der Frauen/Weltmeisterschaften
Der Artikel beinhaltet eine ausführliche Darstellung der argentinischen Fußballnationalmannschaft der Frauen bei Weltmeisterschaften. Die Argentinierinnen konnten bisher nicht an die Erfolge ihrer männlichen Kollegen anknüpfen. Sie konnten sich nur viermal für die WM-Endrunden der Frauen qualifizieren und belegten vor der WM 2019 in der ewigen Tabelle den letzten Platz. 2019 konnten dann durch zwei Remis die ersten Punkte gewonnen und der letzte Platz der Tabelle verlassen werden, den seitdem Ecuador einnimmt. Auch 2023 gelang nur ein Punktgewinn.

## Die Nationalmannschaft bei Weltmeisterschaften

### Übersicht
| Jahr | Gastgeberland         | Teilnahme bis …    | Gegner                        | Ergebnis | Trainer              | Bemerkungen und Besonderheiten                                                         |
| ---- | --------------------- | ------------------ | ----------------------------- | -------- | -------------------- | -------------------------------------------------------------------------------------- |
| 1991 | Volksrepublik China   | nicht teilgenommen |                               |          |                      |                                                                                        |
| 1995 | Schweden              | nicht qualifiziert |                               |          |                      | Bei der Sudamericano Femenino 1995 an Brasilien gescheitert                            |
| 1999 | USA                   | nicht qualifiziert |                               |          |                      | In den panamerikanischen Playoffs an Mexiko gescheitert                                |
| 2003 | USA                   | Vorrunde           | Japan, Kanada, Deutschland    | 16.      | José Carlos Borrello | Als Gruppenletzter ausgeschieden                                                       |
| 2007 | Volksrepublik China   | Vorrunde           | Deutschland, Japan, England   | 16.      | José Carlos Borrello | Höchste WM-Niederlage aller Zeiten beiderlei Geschlechter                              |
| 2011 | Deutschland           | nicht qualifiziert |                               |          |                      | Bei der Sudamericano Femenino 2010 an Brasilien und Kolumbien gescheitert              |
| 2015 | Kanada                | nicht qualifiziert |                               |          |                      | Bei der Sudamericano Femenino 2014 an Brasilien, Kolumbien und Ecuador gescheitert     |
| 2019 | Frankreich            | Vorrunde           | England, Japan und Schottland | 18.      | José Carlos Borrello | In den panamerikanischen Playoffs konnte sich die Mannschaft gegen Panama durchsetzen. |
| 2023 | Australien/Neuseeland | Vorrunde           | Italien, Südafrika, Schweden  | 27.      | Germán Portanova     | Als Dritter der Copa América der Frauen 2022 qualifiziert.                             |

### Statistik
(Angaben inkl. 2023: Neun Weltmeisterschaften)
- nicht teilgenommen: einmal (11,1 %; 1991)
- nicht qualifiziert: viermal (44,4 %; 1995, 1999, 2011 und 2015)
- qualifiziert: viermal (44,4 %, 2003, 2007, 2019 und 2023)
  - Vorrunde: viermal (44,4 %)

## Die Turniere

### WM 1991 in der Volksrepublik China
An der Sudamericano Femenino 1991, die als Qualifikation für die erste WM der Frauen diente, nahmen die Argentinierinnen nicht teil.

### WM 1995 in Schweden
Vier Jahre später war dann auch Argentinien an einer Qualifikation interessiert und nahm an der Sudamericano Femenino 1995 in Brasilien teil die gleichzeitig als Qualifikation für die WM 1995 diente. Am 10. Januar 1995 bestritten sie in Minas Gerais ihr erstes von der FIFA anerkanntes Länderspiel und gewannen mit 5:1 gegen Ecuador. Im zweiten Spiel erreichten sie mit einem 12:0 gegen Bolivien ihren höchsten Länderspielsieg, verloren dann aber mit 0:9 gegen Titelverteidiger Brasilien. Nach einem 1:0 gegen Mit vier Siegen gegen Chile waren sie Gruppenzweiter und durften im nochmals gegen Brasilien antreten, verloren dieses dann aber mit 0:2 – immerhin nicht so hoch wie im ersten Spiel gegen die Brasilianerinnen. Da den südamerikanischen Mannschaften nur ein WM-Platz zustand, fuhr nur Brasilien als CONMEBOL-Vertreter zur WM. Argentinien verpasste damit auch die Qualifikation für das erste Fußballturnier der Frauen bei den Olympischen Spielen 1996, da sich nur die acht besten Mannschaften der WM dafür qualifizieren konnten. Dort wurde die CONMEBOL auch von Brasilien vertreten, dass als neuntbeste Mannschaft davon profitierte, dass die siebtbeste Mannschaft England bei den Olympischen Spielen nicht startberechtigt ist.

### WM 1999 in den USA
Für die dritte Weltmeisterschaft hatte eine zweite südamerikanische Mannschaft die Chance sich über die panamerikanische Playoffs gegen einen CONCACAF-Vertreter zu qualifizieren. Zur wieder als Qualifikation dienenden Sudamericano Femenino 1998 in Argentinien hatten alle 10 CONMEBOL-Mitglieder gemeldet, so dass in zwei Gruppen gespielt wurde. Argentinien nutzte den Heimvorteil und setzte sich in seiner Gruppe mit vier Siegen gegen Bolivien (8:0), Paraguay (3:0), Uruguay (2:1) und Ecuador (2:0) durch. Im Halbfinale wurde dann Peru im Elfmeterschießen besiegt und im Finale gegen Brasilien mit 1:7 verloren. Damit war Brasilien wieder direkt qualifiziert. Argentinien musste in den panamerikanischen Playoffs gegen Mexiko antreten, verlor aber mit 1:3 und 2:3, wodurch sich Mexiko erstmals qualifizierte. Argentinien verpasste damit auch die Qualifikation für das Fußballturnier der Frauen bei den Olympischen Spielen 2000, da sich neben Gastgeber Australien nur die sieben besten Mannschaften der WM dafür qualifizieren konnten.

### WM 2003 in den USA
Eigentlich sollte die WM 2003 wieder in der Volksrepublik China stattfinden. Wegen der SARS-Epidemie wurde das Turnier kurzfristig in die USA verlegt. Damit fand die Weltmeisterschaft zum zweiten Mal in den USA statt. Die Qualifikation wurde wieder als Sudamericano Femenino 2003 ausgetragen und diesmal konnten sich der Südamerikameister und der Vizemeister qualifizieren. Argentinien musste sich zunächst bei einem Turnier in Salta mit zwei Siegen gegen Paraguay (3:0) und Uruguay (8:0) für die Finalrunde in Peru qualifizieren. Dort verloren sie im ersten Spiel gegen Brasilien, das erst in der Runde der letzten Vier antreten musste, mit 2:3. Mit einem 3:2 gegen Kolumbien und einem 1:1 wurde Argentinien aber Vizemeister und qualifizierte sich zusammen mit Südamerikameister Brasilien für die WM. Aber nur Brasilien war für die Olympischen Spiele 2004 qualifiziert.
In den USA traf Argentinien im ersten WM-Spiel auf Japan und verlor mit 0:6. Gegen Kanada fiel die Niederlage mit 0:3 dann schon glimpflicher aus und gegen den späteren Weltmeister Deutschland gelang Yanina Gaitan beim 1:6 immerhin das erste WM-Tor für Argentinien. Als Gruppenletzter war die WM aber nach drei Spielen für Argentinien beendet.

### WM 2007 in der Volksrepublik China
Vier Jahre später fand dann die WM doch zum zweiten Mal in der Volksrepublik China statt. In der Sudamericano Femenino 2006, die wieder als Qualifikation diente, spielten die 10 CONMEBOL-Mitglieder zunächst in zwei Fünfergruppen vier Mannschaften für die Endrunde aus. Argentinien gewann dabei zunächst die ersten vier Spiele abwechselnd knapp und hoch gegen Uruguay (2:1), Chile (8:0), Ecuador (1:0) und Kolumbien (6:0). Damit war die Finalrunde erreicht und dort wurde Argentinien überraschend Erster vor Brasilien, Uruguay und Paraguay, da im letzten Spiel Brasilien erstmals besiegt werden konnte Damit fuhr Argentinien als Südamerikameister und Brasilien als Vizemeister wieder zur WM. Argentinien qualifizierte sich damit auch für das Fußballturnier der Frauen bei den Olympischen Spielen 2008, Brasilien erst durch Playoffspiele gegen Ghana.
Bei der Endrunde trafen sie im ersten Spiel auf Titelverteidiger Deutschland und mussten dabei unter tatkräftiger Mithilfe von Torhüterin Vanina Correa mit 0:11 die höchste Niederlage in einem WM-Spiel hinnehmen, womit Deutschland das 10:1 der Ungarn gegen El Salvador bei der WM der Männer 1982 übertraf. Im zweiten Spiel gegen Japan stand Romina Ferro im Tor und das Spiel wurde dann nur mit 0:1 verloren. Im letzten Spiel gegen England konnte sie aber das 1:6 auch nicht verhindern. Damit verabschiedete sich Argentinien für 12 Jahre von der WM-Bühne.

### WM 2011 in Deutschland
Für die WM in Deutschland konnten sich die Argentinierinnen dann nicht qualifizierten. Bei der Sudamericano Femenino 2010 in Ecuador wurde zunächst mit drei Siegen gegen Bolivien (3:0), Chile (2:1) und Peru (2:0) sowie einer 0:1-Niederlage gegen den Gastgeber die Vorrunde überstanden und die Finalrunde erreicht. Dort revanchierte sich Brasilien aber für die Niederlage vier Jahre zuvor und gewann mit 4:0. Nach einem 0:0 gegen Chile bestand aber noch die Hoffnung durch einen Sieg gegen Kolumbien im letzten Spiel, wenn Chile nicht gegen Brasilien gewann, die WM zu erreichen. Zwar erfüllte Brasilien seine Pflicht, aber Argentinien verlor mit 0:1 gegen Kolumbien und damit erstmals gegen die Kolumbianerinnen. Diese fuhren dann zusammen mit Südamerikameister Brasilien zur WM und konnten dort als zweite südamerikanische Mannschaft einen Punkt gewinnen, obwohl ihnen als erster Mannschaft kein Tor gelang. Argentinien verpasste damit auch das Fußballturnier der Frauen bei den Olympischen Spielen 2012.

### WM 2015 in Kanada
Auch in der Qualifikation für die WM in Kanada scheiterte Argentinien wieder. Bei der Sudamericano Femenino 2014 wurde zwar in der Vorrunde nur das erste Spiel gegen Chile mit 0:1 verloren, dann folgten aber drei Siege gegen Bolivien (6:0), Paraguay (1:0) und Brasilien (2:0) als Brasilien einige Stammspielerinnen für die Finalrunde schonte. In der Finalrunde gelang aber kein Sieg mehr. Nach einem 0:0 gegen Kolumbien folgte ein 0:6 gegen Brasilien, womit Brasilien bereits für die WM qualifiziert war. Durch einen hohen Sieg gegen Gastgeber Ecuador bei gleichzeitiger hoher Niederlage von Kolumbien gegen Brasilien wäre Argentinien aber noch Zweiter geworden. Aber es kam anders: Brasilien reichte ein 0:0 gegen Kolumbien um erneut Südamerikameister zu werden. Kolumbien war damit Zweiter, Argentinien verspielte gegen Ecuador sogar eine 2:0-Führung und verlor noch mit 2:3. Ecuador war damit Gruppendritter, musste in die Playoffs gegen Trinidad & Tobago und qualifizierte sich dort durch ein Last-minute-Tor als letzte Mannschaft zum ersten Mal für die WM. Argentinien verpasste damit aber auch das Fußballturnier der Frauen bei den Olympischen Spielen 2016 im Nachbarland Brasilien.

### WM 2019 in Frankreich
Als Qualifikation für die dritte WM in Europa diente zunächst die Copa América Femenina 2018, bei der Argentinien aber nur den dritten Platz belegte und sich damit nicht direkt qualifizieren konnte. Die Mannschaft hatte aber noch die Chance, sich in den panamerikanischen Playoffs gegen Panama, den Vierten des CONCACAF Women’s Gold Cup 2018, zu qualifizieren. Am 8. November 2014 wurde das Hinspiel in Avellaneda vor rund 11.500 Zuschauern, die freien Eintritt hatten, mit 4:0 gewonnen. Dabei scheiterte Estefanía Banini zwar in der 10. Minute als Strafstoßschützin, 11 Minuten später gelang einer Mitspielerin aber das 1:0, das in der 27. Minute auf 2:0 erhöht wurde. In der Nachspielzeit gelangen nach zwei Platzverweisen panamaischer Spielerinnen dann noch zwei weitere Tore. Durch ein 1:1 in Panama qualifizierte sich Argentinien dann für die WM-Endrunde. In der 82. Minute erhielt Yamila Rodriguez aber die Gelb-Rote Karte und war damit für das erste Gruppenspiel gesperrt. Sie wurde aber nur für den vorläufigen Kader nominiert.
In Frankreich trafen die Argentinierinnen wie 2007 bei der letzten Teilnahme auf England und Japan sowie erstmals auf Schottland. Im ersten Spiel gegen Ex-Weltmeister Japan konnten sie durch ein torloses Remis den ersten WM-Punkt gewinnen. Auch gegen England hielten sie eine Stunde lang das 0:0, kassierten dann aber das einzige Tor des Spiels. In ihrem ersten Spiel gegen Schottland lagen sie nach 69 Minuten mit 0:3 zurück. In der 74. Minute gelang dann Milagros Menéndez das erste Tor, fünf Minuten später lenkte die schottische Torhüterin einen Weitschuss ins eigene Tor und in der vierten Minute der Nachspielzeit konnte Florencia Bonsegundo einen Foulelfmeter zum 3:3-Endstand verwandeln, wodurch sie zwar den Schottinnen den Einzug ins Achtelfinale verbauten, selber aber als schlechtester Gruppendritter dieses auch verpassten.

### WM 2023 in Australien und Neuseeland
Als Qualifikation für die erste WM der Frauen in der südlichen Hemisphäre diente die Copa América der Frauen 2022, bei der Argentinien den dritten Platz belegte und sich damit direkt qualifizieren konnte. Die Argentinierinnen starteten mit einer 0:4-Niederlage gegen Brasilien ins Turnier, konnten dann aber gegen Peru (4:0), Uruguay (5:0) und Venezuela (1:0) gewinnen, wobei es gegen Venezuela ein „Endspiel“ um Gruppenplatz 2 war. Als Gruppenzweite verloren sie aber im Halbfinale gegen Gastgeber Kolumbien mit 0:1 und mussten das Spiel um Platz 3 gegen Paraguay gewinnen, um sich direkt für die WM zu qualifizieren. In der 39. Minute gerieten sie aber durch ein Eigentor von Mittelfeldspielerin Romina Núñez mit 0:1 in Rückstand. Yamila Rodríguez konnte diesen erst in der 78. Minute mit ihrem fünften Turniertor ausgleichen. In der 90. Minute konnte Florencia Bonsegundo auf 2:1 erhöhen und in der ersten Minute der Nachspielzeit Rodríguez den 3:1-Endstand erzielen, womit sie auch vor dem Finale zwischen Brasilien und Kolumbien die Führung in der Torschützinnenliste übernahm und diese auch nach dem Finale behielt.
Bei der Auslosung am 22. Oktober 2022 wurde Argentinien der Gruppe mit Schweden, das als Gruppenkopf gesetzt war, Italien und Afrikameister Südafrika zugelost, gegen die bei Weltmeisterschaften noch nie gespielt wurde. Gegen Südafrika ist es überhaupt das erste Spiel und gegen Italien gab es bisher nur das Spiel um Platz 3 bei der Mundial 1971 in Mexiko, das von der FIFA nicht gezählt wird, und mit 0:4 verloren wurde und nach dem Argentinien 22 Jahre lang kein Spiel bestritt. Die Argentinierinnen starteten mit einer 0:1-Niederlage gegen Italien, wobei das Tor drei Minuten vor Spielende fiel. Gegen Südafrika lagen sie nach 66 Minuten mit 0:2 zurück konnten aber noch die beiden Tore zum Ausgleich schießen. Gegen die bereits für das Achtelfinale qualifizierten Schwedinnen hielten sie 66 Minuten lang das 0:0, mussten dann den ersten und in der letzten Minute den zweiten Gegentreffer hinnehmen. Damit bleiben sie weiterhin in WM-Spielen sieglos.

## Spiele
Argentinien bestritt bisher zwölf WM-Spiele, von denen neun verloren wurden und drei remis endeten.
Argentinien nahm einmal am Eröffnungsspiel teil: 2007 gegen den Titelverteidiger. Argentinien spielte nie gegen den Gastgeber, aber zweimal gegen den späteren Weltmeister (2003 und 2007, in der Vorrunde immer gegen Deutschland). Argentinien spielte am häufigsten gegen Japan (bei jeder Teilnahme bis 2019) sowie Deutschland und England (je 2-mal). Sechs Spiele waren die bisher ersten gegen die jeweiligen Gegner.
Die meisten Spiele bestritt Vanina Correa (7), die 2007, 2019 und 2023 im Tor stand. Florencia Bonsegundo, Sophia Braun, Yanina Gaitan, Eva Gonzalez, Milagros Menéndez und Romina Núñez erzielten die bisher einzigen WM-Tore für Argentinien. Zudem profitierten sie 2019 vom Eigentor der schottischen Torhüterin Lee Alexander.
| Alle WM-Spiele |            |          |             |                        |   |                          | |
| Nr.            | Datum      | Ergebnis | Gegner      | Austragungsort         |   | Anlass                   | Bemerkungen |
| 1              | 20.09.2003 | 0:6      | Japan       | Columbus (USA)         | * | Gruppenspiel             | Erstes Spiel gegen Japan, höchste Niederlage einer südamerikanischen gegen eine asiatische Mannschaft                  |
| 2              | 24.09.2003 | 0:3      | Kanada      | Columbus (USA)         | * | Gruppenspiel             | Erstes Spiel gegen Kanada                                                                                              |
| 3              | 27.09.2003 | 1:6      | Deutschland | Washington, D.C. (USA) | * | Gruppenspiel             | Erstes Spiel gegen Deutschland                                                                                         |
| 4              | 10.09.2007 | 0:11     | Deutschland | Shanghai (CHN)         | * | Vorrunde/Eröffnungsspiel | Bis 2019 höchste Niederlage bei einer WM, höchste Niederlage einer südamerikanischen gegen eine europäische Mannschaft |
| 5              | 14.09.2007 | 0:1      | Japan       | Shanghai (CHN)         | * | Vorrunde                 | |
| 6              | 17.09.2007 | 1:6      | England     | Chengdu (CHN)          | * | Vorrunde                 | Erstes Spiel gegen England                                                                                             |
| 7              | 10.06.2019 | 0:0      | Japan       | Paris (FRA)            | * | Vorrunde                 | |
| 8              | 14.06.2019 | 0:1      | England     | Le Havre (FRA)         | * | Vorrunde                 | |
| 9              | 19.06.2019 | 3:3      | Schottland  | Paris (FRA)            | * | Vorrunde                 | Erstes Spiel gegen Schottland                                                                                          |
| 10             | 24.07.2023 | 0:1      | Italien     | Auckland (NZL)         | * | Vorrunde                 | |
| 11             | 28.07.2023 | 2:2      | Südafrika   | Dunedin (NZL)          | * | Vorrunde                 | Erstes Spiel gegen Südafrika                                                                                           |
| 12             | 02.08.2023 | 0:2      | Schweden    | Hamilton (NZL)         | * | Vorrunde                 | |

Anmerkung: Fett gedruckte Mannschaften waren zum Zeitpunkt des Spiels Meister ihrer Konföderation.
Die argentinische Mannschaft kassierte ihre höchsten Niederlagen gegen diese Länder bei einem WM-Turnier:
- Deutschland 0:11 (2011, Vorrunde)
- England 1:6 (2011, Vorrunde)
- Japan 0:6 (2003, Vorrunde)
- Schweden 0:2 (2023, Vorrunde)

## Rekorde

### Negativrekorde
- Höchste Niederlagen bei zwei WM-Turnieren:
  - 2003 Argentinien – Japan 0:6 in der Vorrunde
  - 2007 Argentinien – Deutschland 0:11 in der Vorrunde (bis 2019 höchste Niederlage bei WM-Turnieren)
- Schlechteste Mannschaft bei zwei WM-Turnieren: 2007 und 2011 (von der FIFA jeweils auf Platz 16 eingestuft)
- Argentinien gehört zu den 11 Mannschaften, die noch kein WM-Spiel gewonnen haben und hat von diesen Mannschaften die meisten WM-Spiele bestritten
- Argentinien kassierte bis 2015 von den Mannschaften mit mehreren Spielen die meisten Gegentoren pro Spiel: 5,5 (ab 2015 Ecuador mit 5,67)
- Erste Torhüterin mit 11 Gegentoren in einem WM-Spiel: Vanina Correa (2019 von Sukanya Chor Charoenying/Thailand mit 13 Gegentoren überboten)
- Bis 2015 Höchste Niederlagen im ersten WM-Spiel: Argentinien – Japan 0:6 und Mexiko – Brasilien 1:7 (ab 2015 Elfenbeinküste 0:10 gegen Deutschland)